# Mortal Sins (película de 1992)
Mortal Sins (titulada: Pecado mortal en México y Asesinato ritual en España) es una película estadounidense-canadiense de suspenso de 1992, dirigida por Bradford May, escrita por Greg Martinelli y Dennis Paoli, musicalizada por Joseph Conlan, en la fotografía estuvo Peter F. Woeste y los protagonistas son Christopher Reeve, Roxann Dawson y Francis Guinan, entre otros. El filme fue realizado por Barry Weitz Films, Blake Edwards Televison y Incorporated Television Company (ITC); se estrenó el 4 de noviembre de 1992.

## Sinopsis
Un homicida serial se confiesa con un sacerdote, que pasa a ser sospechoso e investigador al no poder denunciarlo con la policía.